# Saint-Sériès
Saint-Sériès é uma comuna francesa na região administrativa de Occitânia, no departamento de Hérault. Estende-se por uma área de 4,56 km². Em 2010 a comuna tinha 1 005 habitantes (densidade: 220,4 hab./km²).